# Aksay (Kazakhstan)
Pour les articles homonymes, voir Aksaï (homonymie).
Aksaï (en kazakh : Ақсай, en russe : Аксай), est une localité de la province du Kazakhstan-Occidental au Kazakhstan. Elle fait partie du district de Borili dont elle est le chef-lieu. Créée en 1936, elle accède au statut de ville en 1967.

## Géographie
Aksaï est située au nord-ouest du Kazakhstan, sur les rives de l'Outva, un affluent gauche de l'Oural.

## Démographie
La commune a vu sa population croître entre 1999 (28 953 habitants) et 2013 (33 646 habitants).
| Année | Habitants |
| ----- | --------- |
| 1999  | 28 953    |
| 2009  | 42 000    |
| 2013  | 33 646    |

## Économie
Aksaï est un centre important pour la production de gaz et de pétrole, à proximité du gisement de Karachaganak.

### Lien externe

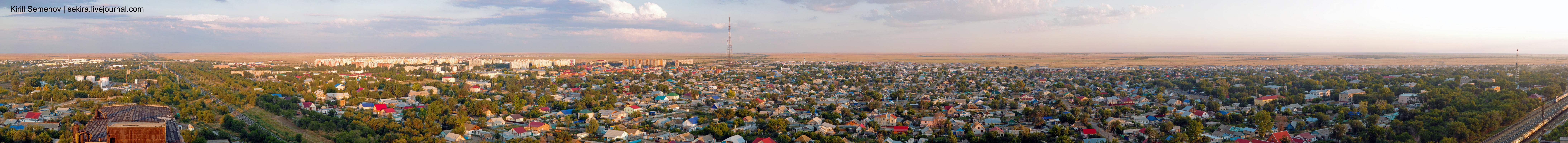
Vue panoramique d’Aksaï